# Museo Maihaugen

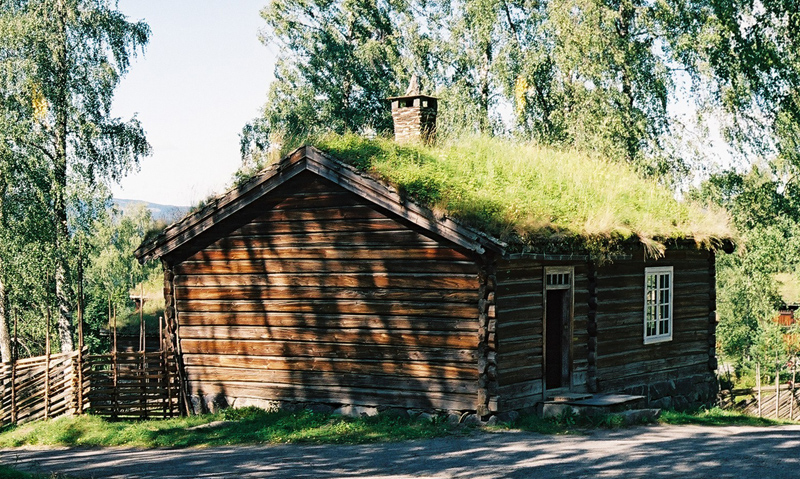
Escuela rural de la década de 1860.

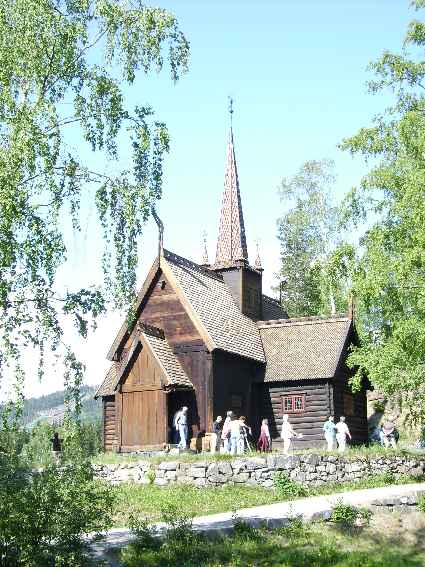
La iglesia de madera de Garmo.

El Museo Maihaugen es un museo de la ciudad de Lillehammer, Noruega, que incluye exposiciones tanto al aire libre como de interior sobre cultura e historia de Noruega. Está abierto desde 1904.
El origen del museo se remonta a la colección particular de Anders Sandvig, quien en su propiedad comenzó a reunir viejas casas y elementos de granjas —tales como corrales, graneros, hórreos— típicos de la región de Gudbrandsdal, en un afán por preservar la cultura rural y la historia de Noruega. Cuando su colección creció, el municipio de Lillehammer cedió terrenos para que aquella estuviera abierta al público de manera permanente. El museo se inauguró oficialmente el 2 de julio de 1904 con el nombre de Colección Sandvig.
La zona donde se ubica el museo es llamada Maihaugen (la colina de mayo) desde el siglo XIX. Es una zona boscosa con un lago, donde se reunía la gente de la ciudad para celebrar el 17 de mayo, día de la Independencia de Noruega, y para encender fogatas el día de Pentecostés.
El museo se divide en tres partes:
- La zona rural, que incluye casas y otras construcciones rurales de Gudbrandsdal, principalmente del período comprendido entre 1700 y 1900, aunque con algunas construcciones más antiguas, como la vieja iglesia de madera de Garmo, una stavkirke del siglo XIII.

- La zona urbana, una colección de casas de Lillehammer construidas entre principios del siglo XIX hasta mediados del siglo XX, con una estación de tren. Muestra el aspecto de un pueblo noruego.

- La zona de viviendas, que muestra el exterior e interior de casas noruegas desde las primeras décadas del siglo XX hasta el siglo XXI y sirve para comparar el cambio en los estilos de construcción y en el mobiliario doméstico durante los últimos cien años.

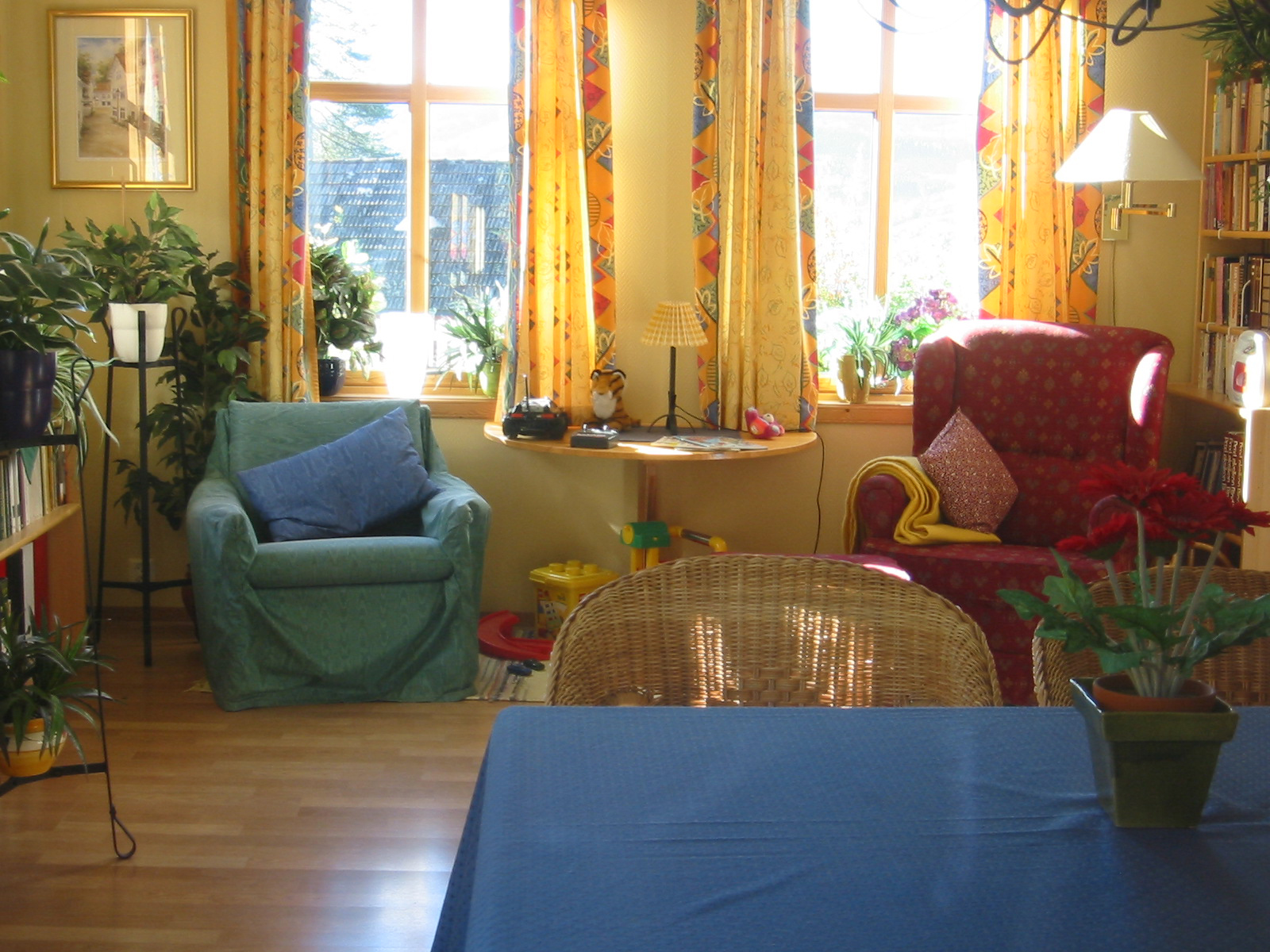
Interior de una casa noruega de los años 1980.

Hay además exposiciones fijas sobre las artesanías locales, la historia del país y el arte popular de Gudbrandsdal. Desde 2003 forma parte de Maihaugen el Museo Postal, que incluye una exposición histórica de sellos postales en la casa de correos de la ciudad y un vagón de correo en la plaza central.
Forman parte del Museo Maihaugen la casa Aulestad, que fue el hogar del poeta Bjørnstjerne Bjørnson en el municipio vecino de Gausdal; Bjerkebæk, la casa de Sigrid Undset en Lillehammer, y el Museo Olímpico de Noruega en el estadio Håkons Hall.
- Datos: Q389845
- Multimedia: Maihaugen / Q389845